# Somogysimonyi
Somogysimonyi là một thị trấn thuộc hạt Somogy, Hungary. Thị trấn này có diện tích 15,82 km², dân số năm 2010 là 89 người, mật độ 6 người/km².